# 木村寿之介
木村 寿之介（きむら ひさのすけ、本名：波田 寿和（はた としかず）、1967年6月27日 - ）は、鹿児島県大島郡徳之島町出身で、大島部屋（一時、友綱部屋）所属の大相撲の三役格行司。血液型はA型。

## 人物
行司としての初土俵は、1983年5月場所。身長173cm。元立行司27代木村庄之助の弟子である。
実兄は元小結・衆議院議員でタレントの旭道山で、中学生の頃に兄が相撲部屋で小さな身体を泥だらけにして稽古をしている姿を見て助けになりたいと思ったという。高校受験して受かっていたが、進学をせず行司になった。
次男の波田大和は、帝拳所属のプロボクサーとして2015年にデビューしている。
東京場所で用いる軍配は、同じ一門の横綱白鵬と共通の後援会関係者から贈られたもので、表面に鳳凰の蒔絵が描かれ、裏面には27代木村庄之助が揮毫した「精神一到（白鵬が横綱昇進時の口上で述べた四字熟語）」、軍配の漆塗は輪島塗の人間国宝と角界内外のトップの最高級を凝縮したものである。。なおこの軍配は完成直後兄弟子である立行司37代木村庄之助が1回だけ裁いたことがある。
2022年6月14日、力士以外で相撲振興に寄与した人に与えられる「永楽相撲功労賞」（永楽倶楽部主催）を受賞。

## エピソード
- 2022年（令和4年）7月場所
  - 13日目、新型コロナウイルスにより休場力士が多くなった影響で、担当の2番がいずれも不戦勝となり、実際に取組を裁くことなく不戦勝の勝ち名乗りを与えただけで1日が終わった。
- 2023年（令和5年）11月場所
  - 翌場所から三役格行司に昇進が決定していた。ご当所場所である。初日に新しい装束で迎えた。7日目、新しい装束で土俵に立ったがおよそ8年半ぶりで令和初となる水入りとなった北青鵬－翠富士戦を担当したが、この取組の水入りの際には両力士の足の位置を塩でマークして混乱を避けた。従来このような場合には行司が土俵の砂を盛ったり線を引いたりすることが多く、これでは分かりにくいので混乱することがあったが、足の位置を塩でマークしたのはおそらく大相撲史上初と思われる[8]。同場所11日目十両志摩ノ海－水戸龍戦でも水入りとなった際木村隆男も塩を使った。その時は、場内アナウンス担当として見ていた。

## 略歴
- 1983年5月場所 - 木村 寿行の名で大島部屋から初土俵
- 1983年7月場所 - 序ノ口格として番付に初掲載
- 1985年1月場所 - 序二段格昇進
- 1986年1月場所 - 三段目格昇進
- 1990年1月場所 - 幕下格昇進
- 2001年1月場所 - 十両格昇進
- 2008年1月場所 - 幕内格昇格
- 2011年5月技量審査場所 - 木村 寿之介に改名
- 2012年5月場所 - 友綱部屋に移籍
- 2022年3月場所 - 友綱部屋の改称に伴い大島部屋所属に戻る
- 2024年1月場所 - 三役格昇進[9]